# شهرداری یکابپلیس
شهرداری یکابپلیس (به لاتین: Jēkabpils Municipality) یک شهرداری در لتونی است. شهرداری یکابپلیس ۵٬۸۶۶ نفر جمعیت دارد.